# 屈道赐
屈道赐（5世紀—446年），中国北魏軍事人物、政治人物。昌黎郡徒河县（今辽宁锦州）人。魏太武帝时尚书右仆射。

## 生平
屈道赐是屈遵曾孙，屈須之孙。济北公屈垣次子。屈道赐袭父爵为济北公。年少时以门荫得官，在宫内侍从皇帝左右。后来转任主客，进升为尚书，加散骑常侍。他善於骑射，机智雄辩，气概不凡，被太武帝深为器重。转任尚书右仆射，加侍中。太平真君六年（445年）卢水胡人盖吴在杏城起兵。次年，随太武帝前去镇压。回军至雁门，暴病而亡。谥号哀公。其子屈拔。